# NickToons
Nicktoons est une chaîne de télévision américaine payante, spécialisée de dessins animés appartenant au groupe Viacom. Chaîne sœur de Nickelodeon, elle fait partie de l'offre Nicktoons diffusée sur Nickeldeon proposant des séries animées produites par les chaînes internationales Nickelodeon.

## Europe centrale et de l'Est
Nicktoons est diffusée en Europe centrale et de l'Est. Le 4 octobre 2017, Viacom annonce le lancement de Nicktoons en Pologne, remplaçant Nickelodeon HD dans le pays,,,.
Le 15 février 2018 à 10:00 la chaîne est lancée en Pologne.
Le 1er avril 2019, la chaîne est lancée en Hongrie et en Roumanie,,,.
Le 10 juin 2019, la chaîne est lancée en Hongrie et en Bulgarie.
Le 1er novembre 2019, la chaîne est lancée en République tchèque,,.
Le 22 janvier 2020, Nicktoons est lancée en Ukraine.
Le 14 juillet 2020, la chaîne est lancée en Serbie, en Croatie, en Slovénie et en Albanie, remplaçant Comedy Central Extra.
Le 15 juillet 2025, la chaîne est lancée en France, remplaçant Nickelodeon Teen, celle-ci cessant définitivement d'émettre.